# Zygophylax junceoides
Zygophylax junceoides is een hydroïdpoliep uit de familie Lafoeidae. De poliep komt uit het geslacht Zygophylax. Zygophylax junceoides werd in 1905 voor het eerst wetenschappelijk beschreven door Borradaile. 